# Aloe cryptoflora
Aloe cryptoflora é uma espécie de liliopsida do gênero Aloe, pertencente à família Asphodelaceae.